# Diecezja Salamanki
Diecezja Salamanki – łac. Dioecesis Salmantina – diecezja Kościoła rzymskokatolickiego w Hiszpanii. Należy do metropolii Valladolid. Została erygowana w X w. Od 2021 roku pozostaje w unii in persona Episcopi z diecezją Ciudad Rodrigo.